# Scartelaos
Scartelaos je  rod riba iz porodice Gobiidae. Pripadaju mu 4 vrste sa obala Indijskog i Tihog oceana. Odlikuje ih fakultativno disanje zraka. Vole muljevita dna i zone plime i oseke.

## Vrste
1. Scartelaos cantoris (Day, 1871)
2. Scartelaos gigas Chu & Wu, 1963
3. Scartelaos histophorus (Valenciennes, 1837)
4. Scartelaos tenuis (Day, 1876)